# Lepidothrix suavissima
A Lepidothrix suavissima a madarak osztályának verébalakúak (Passeriformes) rendjébe és a piprafélék (Pipridae) családjába tartozó faj.

## Rendszerezése
A fajt Osbert Salvin és Frederick DuCane Godman írták le 1882-ben, a Pipra nembe Pipra suavissima néven.

## Előfordulása
Dél-Amerika északi részén, Brazília, Guyana és Venezuela területén honos. Természetes élőhelyei a szubtrópusi és trópusi síkvidéki és hegyi esőerdők.

## Megjelenése
Testhossza 9 centiméter.

## Életmódja
Kisebb gyümölcsökkel és rovarokkal táplálkozik.

## Természetvédelmi helyzete
Az elterjedési területe elég nagy, egyedszáma pedig stabil. A Természetvédelmi Világszövetség Vörös listáján nem fenyegetett fajként szerepel.